# Station Poznań Podolany
Station Poznań Podolany is een spoorwegstation in de Poolse plaats Poznań.